# 湖北粘体虫
湖北粘体虫（学名：Myxosoma hupehensis）为粘体科粘体虫属的动物。在中国，分布于湖北、福建、四川、浙江、江西、广东、陕西等，营寄生生活，寄生在鳃、眼、肠、肾、脾、膀胱（鳙、鲢、鲤）、心、体表、胆囊（鳙、胡鲶、鲢）、肾、鳍、肠（黄颡鱼、鲤、鲢）、肌肉（鲢）。
其种加词“hupehensis”意为“湖北的”。